# Omosudis lowii
Omosudis lowii (Günther, 1887) è un pesce osseo abissale, unico appartenente alla famiglia Omosudidae.

## Distribuzione e habitat
Questa specie è stata pescata in tutti i mari e gli oceani tropicali e temperati. È però assente dal mar Mediterraneo. Meso e batipelagico, vive tra la superficie e 4000 metri di profondità (di solito tra 700 e 1830 metri). Probabilmente è un robusto nuotatore.

## Descrizione
Omosudis lowii ha corpo abbastanza slanciato con testa grande e bocca molto ampia, armata di denti robusti e vistosi. La mandibola è molto robusta e porta due zanne evidenti. Una sola pinna dorsale, piccola. Non ci sono scaglie, vescica natatoria o linea laterale. Il colore è brunastro sul dorso e argenteo nella parte ventrale, con riflessi iridescenti. Il peritoneo nero è visibile per trasparenza nella zona ventrale.
Misura fino a 23 cm.

## Biologia
Si tratta di un animale, probabilmente gregario, che forma piccoli banchi.

### Alimentazione
Si ciba di cefalopodi e pesci.

### Riproduzione
Oviparo. Pare essere ermafrodita sincrono.